# Fundulea
Fundulea és una ciutat agrícola del comtat de Călărași, Muntènia (Romania). Es troba a la plana de Bărăgan, aproximadament 30 km a l'est de la capital Bucarest, a la regió històrica de Valàquia.
Té una població de 6.217 habitants. L'autopista A2 i el riu Mostiștea passen pels seus voltants. La ciutat administra dos pobles: Alexandru Ioan Cuza i Gostilele. Es va convertir oficialment en una ciutat el 1989, com a resultat del programa de sistematització rural romanès.
Històricament, els afores de Fundulea allotjaven una base militar mantinguda per l'exèrcit romanès. A la ciutat hi ha un institut agrícola, l'Institut Nacional de Recerca i Desenvolupament Agrícola (en romanès: Institutul Național de Cercetare-Dezvoltare Agricolă, INCDA). L'embassament conegut com a llac Fundulea, alimentat per l'aigua del riu Mostiștea, és popular per a la pesca esportiva.

## Història
Apareix per primera vegada com a Fondele al Mapa dels Principats de Moldàvia i Valàquia de 1774, de Jacob Friedrich Schmidt. La primera menció documental és l'any 1778 a Historical and Geographical Memoirs on Wallachia publicat a Leipzig pel general Bauer: Fundule petit village sur le ruisseau de Katora, pàgina 145. Durant el segle xix, el poble de Fundulea va albergar la finca de Sionu de l'escriptor Gheorghe Sion, que, a través del matrimoni de la seva filla Marica de 1923, va passar a ser propietat de l'excèntric novel·lista, poeta i heràldic Mateiu Caragiale. Caragiale tenia la intenció de convertir-lo en un domini privat i, segons els informes, va volar una bandera que ell mateix havia creat.
L'INCDA es va crear el 1962, durant el període comunista, mitjançant la fusió entre l'Institut de Recerca per al Cultiu de Blat de Moro (Institutul de Cercetări pentru Cultura Porumbului) i el Departament de Cultiu de Camp (Departamentul Culturilor de Câmp) de l'Institut Agronòmic Romanès.
Fundulea és també el bressol del novel·lista Mircea Nedelciu (1950-1999), en honor del qual es va nomenar el 2002 una escola primària local.